# Rivetina inermis inermis
 Rivetina inermis inermis es una subespecie de mantis de la familia Mantidae.

## Distribución geográfica
Se encuentra en Yemen y en Arabia Saudita.